# Adirampattinam
Adirampattinam (en tamil: அதிராம்பட்டினம் ) es una localidad de la India en el distrito de Thanjavur, estado de Tamil Nadu.

## Geografía
Se encuentra a una altitud de 6 m.s.m. a  319 km de la capital estatal, Chennai, en la zona horaria UTC +5:30. Los varones constituyen el 47.72% (35,215) de la población y las mujeres 52,27% (62.912). Adirampattinam tiene un índice promedio de 69.24%. Los niños menores de 6 años de edad representan el 13,31% de la población. El Islam es la religión mayoritaria con un 70% de la población es musulmana.

## Demografía
Según estimación 2010 contaba con una población de 27 868 habitantes.